# Fiołek wapieniolubny
Fiołek wapieniolubny (Viola calcarata L.) – gatunek roślin z rodziny fiołkowatych (Violaceae). Występuje naturalnie w południowo-wschodniej Francji, południowych Niemczech, Szwajcarii, północnych Włoszech, Austrii, Chorwacji, Serbii, Albanii oraz Grecji. 

## Morfologia

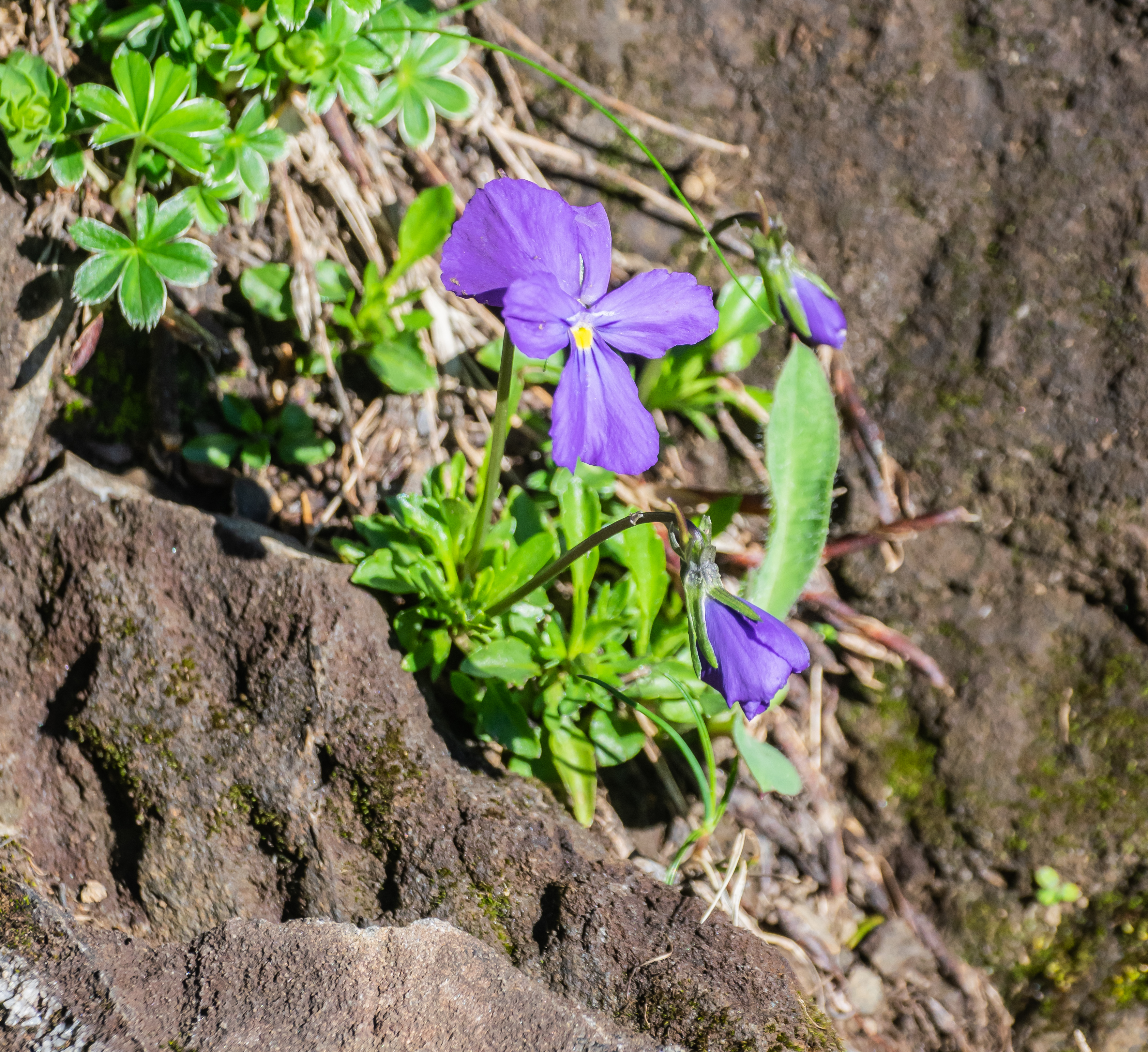
Kwiat

PokrójBylina dorastająca do 3–10 cm wysokości. Łodyga jest krótka i wyprostowana. Roślina tworzy kłącza.
LiścieBlaszka liściowa ma owalny lub lancetowaty kształt. Mierzy 1–4 cm długości (generalnie dłuższe niż szersze), jest karbowana na brzegu, z 1–5 zębami z każdej strony, ma zbiegającą po ogonku nasadę i tępy wierzchołek. Ogonek liściowy jest nagi i ma 20 mm długości. Przylistki są pierzaste, całobrzegie lub ząbkowane (do 4 zębów u nasady), osiągają 5–15 mm długości (maksymalnie do połowy długości liści).
KwiatyPojedyncze lub zebrane w parach, wyrastające z kątów pędów. Mają działki kielicha o owalnym kształcie. Płatki ma średnicę 2–4 cm, płatki są odwrotnie jajowate i mają purpurową barwę (rzadziej żółtą, białą lub różnobarwną), płatek przedni z żółtymi żyłkami, wyposażony w obłą ostrogę o długości 8-15 mm.
OwoceTorebki mierzące 5 mm długości, wyprostowane, gładkie, o jajowatym kształcie, z ostrym wierzchołkiem.
Gatunki podobneRoślina może być mylona z fiołkiem senizyjskim (V. cenisia), który różni się bezzębnymi liśćmi i mniejszymi, zaokrąglonymi kwiatami.

## Biologia i ekologia
Rośnie na łąkach, pastwiskach i terenach skalistych. Występuje na wysokości od 1300 do 2400 m n.p.m. Kwitnie od kwietnia do października. 